# Алакаево
Алакаево (баш. Алаҡай) — деревня в Ишимбайском районе Башкортостана, входит в состав Скворчихинского сельсовета.

## География
Расположена в правобережной пойме Белой в 5 км к востоку от центра Салавата. В 1 километре от деревни находятся озера-старицы Ерыклыкуль, Сяскакуль.
Географическое положение

Расстояние до:
- районного центра (Ишимбай): 12 км,
- центра сельсовета (Скворчиха): 20 км,
- ближайшей ж/д станции (Салават): 6 км.

## История
Алакаево — поселение азнаевцев.
В ауле в 1770—1822 гг. жил сын первопоселенца Юлдашбай Алакаев. Его дети: Рамазан (его дети: Ишимгул, Лукман, Алсынбай) и Ишимбай Юлдашбаевы.
В конце 1830-х годов на 25 дворов с 193 жителями приходилось 220 лошадей, 172 коровы, 56 овец, 117 коз; 92 улья и 9 бортей. На каждого сеяли по 5 пудов ярового и озимого хлебов.

## Население
| 2002 | 2009 | 2010 |
| ---- | ---- | ---- |
| 146  | ↘131 | ↘119 |

## Инфраструктура
- Алакаевская начальная общеобразовательная школа, филиал Кинзекеевской общеобразовательной школы.

- Фельдшерско-акушерский пункт.